# Radulphius bicolor
Radulphius bicolor is een spinnensoort uit de familie van de Cheiracanthiidae.
De wetenschappelijke naam van de soort werd in 1891 gepubliceerd door Eugen von Keyserling.